# Chlum u Dubé
Chlum (deutsch Klum) ist eine Gemeinde des Okres Česká Lípa in der Region Liberec im Norden der Tschechischen Republik.
Das Bauerndorf liegt 5 km nordöstlich von Dubá (Dauba) auf der Hochfläche zwischen Daubaer Schweiz und Kummergebirge. In Chlum entspringt der Bach Švábský potok, nordöstlich erhebt sich als Hausberg der 515 m hohe Maršovicky vrch (Maschwitzer Berg).

## Geschichte
Chlum wurde 1293 erstmals urkundlich erwähnt. Der Burgenforscher Friedrich Bernau ging davon aus, dass Chlum bereits im 11. Jahrhundert entstanden ist. Bei der Gründung der Stadt Bezděz (Schloßbösig) sprach ihr im Jahre 1264 Přemysl Ottokar II. auch ein Dorf Chlum einschließlich der umliegenden Wälder zu. Es konnte jedoch nicht mit Sicherheit der Nachweis erbracht werden, dass es sich dabei um diesen Ort gehandelt hat, da die Lokalität Chlum (langgestreckter Hügel) eine sehr häufige slawische Bezeichnung für Orte und Hügel war.
Wenzel II. übergab das Dorf seinem Kammerherrn Hynko von Dubá. Um 1405 wurde Chlum Teil der Herrschaft Habstein. Über das Geschlecht der Smiřický von Smiřice gelangte der Ort 1478 an Christoph von Wartenberg. Unter den Wartenbergern wurde die Herrschaft Nový Berštejn gegründet, zu der Chlum bis zur Ablösung der Patrimonialherrschaften im Jahre 1848 gehörte.
Im Ort stand früher eine Pfarrkirche, die während der Hussitenkriege erlosch. 1739 entstand eine neue Kirche als Filialkirche von Pablowitz, die wegen ihrer äußerst wertvollen Monstranz berühmt wurde. 1912 hatte der Ort 111 Häuser.
In Chlum sind die Sagen vom wilden Reiter sowie dem Teufelsteich überliefert.

## Gemeindegliederung
Die Gemeinde Chlum besteht aus den Ortsteilen Chlum (Klum), Drchlava (Dürchel), Hradiště (Radisch) und Maršovice (Maschwitz). Grundsiedlungseinheiten sind Drchlava, Chlum und Maršovice.
Das Gemeindegebiet gliedert sich in die Katastralbezirke Drchlava, Chlum u Dubé und Maršovice u Dubé.

## Sehenswürdigkeiten
Die St.-Georgs-Kirche in Chlum hat ihre historische Ausstattung verloren. Die Orgel wurde 1968 ausgebaut und nach Dolná Štubňa bei Turčianske Teplice verbracht. Der Hauptaltar aus dem Jahre 1670, die Seitenaltäre und die Figuren des Hl. Wenzel und des Hl. Florian aus dem 18. Jahrhundert wurden letztmals in den 1960er Jahren beschrieben. Binnen 90er Jahren wurde die gesamte Ausstattung der Kirche zerstört. Verschiedene erhaltene Teile wurden sichergestellt und 2003 ein Interimsaltar aufgestellt.

## Söhne und Töchter des Ortes
- Ernst Bahr (* 1945), deutscher Politiker